# زفونكو بوليان
زفونكو بوليان مواليد 6 فبراير 1987 في سبليت، هو لاعب كرة سلة كرواتي. بدأ مسيرته الاحترافية في سنة 2005. لعب مع نادي سبليت لكرة السلة في موسم 2005–2006، ثم لعب مع تليكوم باسكتس بون في الدوري الألماني في موسم 2011–2012، ثم لعب مع نادي كركا لكرة السلة في موسم 2013–2014.

## روابط خارجية
- زفونكو بوليان على موقع الاتحاد الدولي لكرة السلة (الإنجليزية)
- زفونكو بوليان على موقع كرة السلة الأوروبية.كوم (الإنجليزية)
- زفونكو بوليان على موقع DraftExpress.com (الإنجليزية)
- زفونكو بوليان على موقع كلية كرة السلة في سبورتس رفرنس.كوم (الإنجليزية)
- زفونكو بوليان على موقع ريلجم (الإنجليزية)
- زفونكو بوليان على موقع بروبوليرز (الإنجليزية)
- زفونكو بوليان على موقع سبورتس رفرنس (الإنجليزية)